# スペースバンパイア
『スペースバンパイア』“Space Vampire”（英: Lifeforce）は、1985年に制作されたイギリス、アメリカ合衆国のSFホラー映画。原作はコリン・ウィルソンの小説『宇宙ヴァンパイアー』（The Space Vampires）『精神寄生体』（ハヤカワ日本語訳）。
ウィルソンの原作を大幅に改編し、トビー・フーパーを監督に据え、当時のSFXの粋を集めて作り上げた作品で、宇宙から地球へ侵入したバンパイアの恐怖を描く。ダン・オバノンやヘンリー・マンシーニなどの著名なスタッフが参加したが、興行的には奮わなかった。

## ストーリー
76年周期で地球に最接近するハレー彗星探査の任務を帯びた英国のスペースシャトル「チャーチル号」は、彗星の近くで謎の宇宙船を発見し、その船内から、いずれも全裸のまま眠り続けるヒトに酷似した男形2体と女形1体が入った各カプセル3基を回収した。1か月後、チャーチル号と地球との連絡が途絶える。救援に向かった米国のスペースシャトル「コロンビア号」は、火災を起こし焼け爛れた船内と、宇宙船から回収された全く無傷の3つのカプセルとそこに眠る3体を確認する。
解剖のため英国ロンドンの宇宙センターに運ばれたカプセルの3体。そのうちの女形が突如起き上がり、警備員の精気を吸収、センターを脱走してロンドンの街へとまぎれる。彼らは生命エネルギーを吸収して生きるバンパイアであった。2時間後、犠牲となり死んだと思われていた警備員は、自身も精気を吸い取るバンパイアと化して復活、やがて犠牲者が犠牲者を作り出していく。
そんな中、チャーチル号の船長カールセンを収めた脱出カプセルが米国テキサス州に落下する。帰還したカールセンは「宇宙船からカプセルを回収した後、乗組員が次々に変死を遂げるのを見て、このまま地球に持ち帰るのは危険と判断し、チャーチル号に火をつけた」と報告する。
その夜、眠りについたカールセンの夢に脱走した女形バンパイアが現れ、カールセンと接触を図る。催眠術によって深層意識から女形バンパイアの居場所を探ったカールセンは、英陸軍特殊部隊SASのケインと共に追跡を開始する。しかしそれはバンパイア達の罠であった。2人がロンドンを離れた隙をついてバンパイア達は仲間を増やし、気付いた二人が戻った時には、ロンドン中がバンパイアの群れで溢れかえる地獄絵図と化しており、NATO軍はバンパイアを一掃するためロンドンへの核攻撃さえ検討していた。
カールセンはケインに「チャーチル号で女形バンパイアと肉体関係をもち、お互いの情報とエネルギーを与え合ったこと」「女形バンパイアはカールセンに与えたエネルギーを取り戻したがっていること」「チャーチル号への放火は、それらの証拠隠滅のためであること」を告白する。やがてバンパイアの弱点を知ったカールセンは、決着をつけるべく女形バンパイアの元へ向かう。

## スペースバンパイア
宇宙から飛来し、生命エネルギー（精気）を吸い取る吸血鬼（吸精鬼）である。姿は自在に変えることができ、作中登場した女型バンパイアは主人公カールセンの理想を反映したもの（男型もそうなのかは不明）。その正体は巨大な蝙蝠型生命体である。精気を吸い取るだけでなく、相手の体に乗り移ることもできる。バンパイアに精気を吸われた人間もまたバンパイアと化すが、それらも2時間ごとに生命エネルギーを補給しないと活動を停止し、そのまま死に至る。

## キャスト
| 役名                        | 俳優                       | 日本語吹き替え | 日本語吹き替え |
| 役名                        | 俳優                       | テレビ朝日旧版 | テレビ朝日新版 |
| --------------------------- | -------------------------- | -------------- | -------------- |
| トム・カールセン大佐        | スティーヴ・レイルズバック | 津嘉山正種     | 松橋登         |
| コリン・ケイン大佐          | ピーター・ファース         | 田中信夫       | 山路和弘       |
| ハンス・ファラーダ教授      | フランク・フィンレー       | 前田昌明       | 勝部演之       |
| ブコフスキー所長            | マイケル・ゴザード         | 中田浩二       | 土師孝也       |
| パーシー・ヘーゼルタイン卿  | オーブリー・モリス         | 宮内幸平       | 池田勝         |
| アームストロング院長        | パトリック・スチュワート   | 寺島幹夫       | たかお鷹       |
| 女形バンパイア (space girl) | マチルダ・メイ             | 小山茉美       | 日野由利加     |
| ロジャー・デアブリッジ      | ニコラス・ボール           |                | 西凜太朗       |
| 冒頭ナレーション            |                            |                | 小川真司       |

- テレビ朝日旧録版 - 初回放送：1987年4月12日『日曜洋画劇場』劇場公開版を吹き替えた物。
  - その他キャスト：小宮和枝／嶋俊介／藤本譲／玄田哲章／石丸博也／横尾まり／小島敏彦／藤城裕士／屋良有作／秋元羊介／島香裕／村松康雄／大塚芳忠／山中一徳／清水峰夫
  - 演出：蕨南勝之、翻訳：たかしまちせこ、調整：山田太平、効果：河合直／南部満治／大橋勝次、制作：ザック・プロモーション、解説：淀川長治、テレビ朝日プロデューサー：圓井一夫

※1989年8月20日、1992年2月16日、1994年2月27日、同枠で再放送。
- テレビ朝日新録版 - 初回放送：2005年7月31日『日曜洋画劇場』ディレクターズカット版を吹き替えたもの。本編116分中正味約99分。
  - その他キャスト：佐々木敏／野沢由香里／松本大／中博史／喜多川拓郎／松井範雄／小形満／永井誠／あらいしずか／高宮武郎
  - 演出：蕨南勝之、翻訳：たかしまちせこ、調整：オムニバス・ジャパン、効果：サウンドボックス、制作：東北新社

※2015年4月30日テレビ東京『午後のロードショー』にて再放送。
- 2014年8月2日発売のHDリマスター版DVD、通常版BDにはテレビ朝日新録版が、2018年11月14日発売の最終盤BDには新録版と共に旧録版も収録[2][3]。

## エピソード
- 日曜洋画劇場にてテレビ放送された際、解説の淀川長治は本編そっちのけでマチルダ・メイの裸体について語り、「色々な意味で夜眠れなくなる作品」「テレビでこんなにオッパイの丸出しは、なんとも世の中変わりましたねぇ、と思いましたよ」等と発言した。なお日曜洋画劇場では1987、89、92、94、2005年と過去5回放送されている。11年ぶりの放送となった2005年版の吹き替えは新録である。
- ヘンリー・マンシーニが作曲したテーマ曲は現在でもテレビ番組のBGMなどに使用されている。
- 編集段階でマンシーニの曲だけでは埋まらない箇所が幾つも出たため、スケジュールの都合がつかないマンシーニに代わってマイケル・ケイメンが雇われ、数曲をクレジット無しで提供。これらの追加曲は後に『ダイ・ハード2』で断片的に流用された。
  - 2022年にはマンシーニ版とケイメン版のサウンドトラックが、それぞれ2枚組のCDとして発売された[4][5]。
- 初上映時はメイの局部などにモザイク処理が施されていた。現在発売されているDVD版ではモザイクは取られている。